# Промышленный интернет вещей
Промы́шленный Интерне́т веще́й (англ. Industrial Internet of Things, IIoT) — это система объединённых компьютерных сетей и подключённых к ним промышленных (производственных) объектов со встроенными датчиками и программным обеспечением для сбора и обмена данными, с возможностью удалённого контроля и управления в автоматизированном режиме, без участия человека.
Применение Интернета вещей в промышленности создаёт новые возможности для развития производства и решает ряд важнейших задач: повышение производительности оборудования, снижение материальных и энергетических затрат, повышение качества, оптимизация и улучшение условий труда сотрудников компании, рост рентабельности производства и конкурентоспособности на мировом рынке.
Промышленный Интернет вещей является ключевым элементом Четвёртой промышленной революции (Индустрия 4.0).

## Применение
Промышленный Интернет вещей применяется не только на производстве, заводах и в тяжелой промышленности, такой как добыча полезных ископаемых, электростанции, авиация и т.д., он также используется в таких отраслях и сферах, как сельское хозяйство, логистика, финансы, государственные услуги, а также в межотраслевых решениях.

## IIoT в России
Согласно исследованию компании J’son & Partners Consulting, объем российского рынка межмашинных коммуникаций (M2M) и Интернета Вещей (IoT) достиг 64 млрд руб по итогам 2019 года. Количество подключенных к WAN устройств IoT/M2M составило около 23 млн, увеличившись на 21% по отношению к 2018 году. По прогнозу J’son & Partners Consulting, количество подключенных устройств в 2025 г. вырастет до 56 млн, при этом в денежном (рублевом) выражении рынок вырастет до 86 млрд руб. (CAGR 5%). Основным драйвером роста рынка будут сервисы облачных IIoT-платформ, динамика роста потребления которых будет определять динамику рынка в целом.
В 2020 году Ростех представил IIoT.Istok — систему промышленного интернета вещей, внедренную на АО "НПП "Исток" им. Шокина" .